# Puigmal (el Pertús)
El Puigmal és una muntanya de 377 m alt de l'extrem de ponent de la Serra de l'Albera, a l'extrem de llevant del terme comunal del Pertús, de la comarca del Vallespir, al límit amb el municipal de la Jonquera, de l'Alt Empordà.
És situat a la zona central - oriental del terme comunal del Pertús, al nord del de la Jonquera. És al nord-est del Coll de la Torre i al nord-oest del Coll de la Comtessa.
A la serra del Puigmal es troben les fites frontereres 579, 579 bis i 580, la darrera al Coll de la Comtessa.